# تاد ویلیامز (کارگردان)
تاد ویلیامز (انگلیسی: Tod Williams؛ زادهٔ ۲۷ سپتامبر ۱۹۶۸) فیلم‌نامه‌نویس، تهیه‌کننده فیلم و کارگردان فیلم اهل ایالات متحده آمریکا است.
از فیلم‌هایی که وی در آن‌ها نقش داشته‌است، می‌توان به سلول، فعالیت فراطبیعی ۲ و در زیرزمین اشاره نمود.